# Brigitte Giraud
Brigitte Giraud, nacida en 1960 en Sidi Bel Abbès, en la colonia francesa de Argelia, es una escritora francesa autora de novelas y cuentos, ganadora del Premio Goncourt en 2022 por su novela Vivir deprisa, publicada en español por la editorial Contraseña con traducción de Maria Teresa Gallego Urrutia.  

## Biografía
Nacida en 1960, Brigitte Giraud creció en Rillieux-la-Pape antes de instalarse en Lyon.
Brigitte escribe y comienza a publicar a finales de los años 1990. En 2001 recibió la mención especial del Premio Wepler por su novela À présent. Ganó el premio Goncourt de relato breve en 2007 por su colección L'amour est très surestimé y luego el premio Jean-Giono por Une année étrangère en 2009. Sus libros han sido traducidos en una veintena de países.
Su novela Pas d'inquiétude fue adaptada al formato televisivo po France 2 y emitida en 2014. Esta adaptación fue dirigida por Thierry Binisti, con Isabelle Carré y Grégory Fitoussi como protagonistas.
Su novela publicada en 2015 Nous serons des héros fue representada por el humorista Hippolyte Girardot y el músico Bastien Lallemant.
Giraud es también autora de una obra de teatro, Le jour où Maud a sauté, publicada en la colección Scandale de la editorial L'avant-scène en 2016, y representada en el Théâtre des Mathurins, en París, en enero de 2017, en el marco del festival Paris des Femmes.
De 2010 a 2016 dirigió la colección de literatura La Fôret de la editorial Stock, donde publicó a Fabio Viscogliosi, Dominique A, Sébastien Berlendis, Mona Thomas, Carole Allamand, Karin Serres, Anne Savelli, Lionel Tran y Denis Michelis.
Su novela Un loup pour l'homme fue publicada por Flammarion en 2017 y es objeto de una lectura musical con los músicos Bastien Lallemant y Sébastien Souchois. Actualmente se encuentra en adaptación al cine.
El 3 de noviembre de 2022 ganó el Premio Goncourt 2022, con su relato Vivir deprisa, que cuenta el accidente de motocicleta en el que falleció su marido en 1999, a la edad de 41 años. Es la decimotercera mujer que recibe este premio en sus ciento veinte años de existencia.  Fue galardonada con él en la decimocuarta votación, debido a un polémico enfrentamiento con la obra de Giuliano da Empoli Le Mage du Kremlin.

## Obras

### Novelas
- La Chambre des parents. Paris: Fayard. 1997.
- Nico. Paris: Stock. 1999.
- Marée noire. Paris: Stock. 2004.[10]
- J’apprends. Paris: Stock. 2005.[11]
- Après l'amour. Paris. 2007.[12]
- Une année étrangère. Paris: Stock. 2009. p. 2007. ISBN 9782234063464.[13]  — Prix du jury Jean-Giono 2009
- Pas d’inquiétude. Paris: Stock. 2011. ISBN 9782234065055.
- Avoir un corps. Paris: Stock. 2013. p. 265. ISBN 9782234074804.
- Nous serons des héros. Stock. Paris. 2015. p. 196. ISBN 9782234077591.
- Un loup pour l'homme. Paris: Flammarion. 2017. p. 245. ISBN 9782081389168.[14]
- Jour de courage. Paris: Flammarion. 2019. p. 160. ISBN 978-2-0814-6977-8.
- Porté disparu. Paris: l'École des loisirs. 2022. p. 168. ISBN 978-2-2113-1913-3.
- Vivre vite. Paris: Flammarion. 2022. p. 205. ISBN 9782080207340.

## Premios y galardones
- Premio Goncourt de relato breve 2007 por L’amour est très surestimé.
- Premio Goncourt 2022 por su relato Vivir deprisa.[7]